# 斐德羅 (雅典)
斐德羅（又譯費德羅、費德魯斯；約前444年－約前393年），雅典人，信奉苏格拉底的古希腊哲学家之一，柏拉图曾在其对话作品中对他有所提及，且是其《费德鲁斯篇》的主角。其一生致力于哲学方面的研究工作，对后世产生了较大影响力。